# Glaphyra misella
Glaphyra misella là một loài bọ cánh cứng trong họ Cerambycidae.